# Andor Lilienthal
Andor (André, Andre, Andrei) Arnoldovich Lilienthal (AFI: [ˈɑndor ˈliljentaːl]; Moscú, 5 de mayo de 1911-Budapest, 8 de mayo de 2010) fue un Gran Maestro Internacional húngaro de ajedrez nacido en la Unión Soviética.
En su dilatada carrera ajedrecística jugó contra diez campeones mundiales, derrotando a Emanuel Lasker, José Raúl Capablanca, Alexander Alekhine, Max Euwe, Mijaíl Botvínnik, Vasily Smyslov y Vera Menchik. Se mantuvo activo prácticamente hasta su muerte a los 99 años de edad.

## Infancia y juventud
Lilienthal nació en Moscú en el seno de una familia judía de procedencia húngara. Comenzó a jugar al ajedrez de niño y pronto destacó en este arte. Lilienthal ha sido siempre un hombre de espíritu alegre y optimista, que conoció a todos los grandes genios del ajedrez de comienzos del siglo XX. Trabó amistad con la mayoría de los campeones mundiales.

## Trayectoria
Conoció a Emmanuel Lasker en el Köning de Berlín, uno de los templos del ajedrez. Quiso jugar con Lasker unas partidas rápidas, pero éste amablemente rehusó. En cambio jugó con Aron Nimzowitsch, «quién me destrozó» según confesó Lílienthal. Hizo amistad con Lasker tiempo después, cuando ambos vivían en la Unión Soviética a donde Lasker se había trasladado alejándose de la irrupción del nazismo en Alemania. Durante la Segunda Guerra Mundial Lilienthal estuvo refugiado en la Unión Soviética, y allí se quedó muchos años.
Se cuenta que Lilienthal, tuvo su primer contacto con Alekhine en el Café de la Régence de París. Le dijeron a Alekhine que había un joven que no tenía rival en partidas rápidas. Alekhine accedió a enfrentarse con él, jugando 4 partidas. Lilienthal venció 3 a 1, y cuando el Campeón Mundial quiso prorrogar el duelo, Lilienthal le solicitó dejar de jugar «para conservar ese halagador recuerdo en la memoria», Alekhine, entre risas, accedió. En cierta ocasión Alekhine le pagó la inscripción en un torneo de rápidas, y cuando Lilienthal, con el premio, quiso devolverle el préstamo Alekhine lo rechazó diciéndole «Me lo devolverá cuando sea maestro». Tenía un muy agradable recuerdo de Alekhine, pues los maestros, sin distinción de ningún tipo, eran frecuentemente huéspedes de la casa de Alekhine en París, analizando partidas sin parar, «o mejor dicho viendo los maravillosos análisis de Alekhine». Por eso quedó muy sorprendido cuando se enteró de los escritos pronazis atribuidos a Alekhine durante la Segunda Guerra Mundial. Lílienthal (de origen judío) comentó, «la única explicación que puedo encontrar es el oportunismo de Alekhine, no debemos olvidar que él vivía en territorio ocupado, y que su propia vida no era envidiable».

## Victoria contra Capablanca
Lilienthal es uno de los pocos jugadores que tienen un resultado igualado con  José Raúl Capablanca (+1 =3 -1). Su victoria contra él durante Congreso Internacional de Ajedrez de Hastings, en 1935, finalizó con un espectacular sacrificio de dama:
|       |       |       |       |       |       |       |       |       |  |
|       | a8    | b8    | c8 rd | d8    | e8 kd | f8    | g8    | h8 rd |  |
| a7    | b7    | c7 pd | d7 nd | e7    | f7 pd | g7 pd | h7    |       |  |
| a6    | b6 pd | c6    | d6    | e6    | f6 nd | g6    | h6 pd |       |  |
| a5 pd | b5    | c5    | d5    | e5 pl | f5 pl | g5    | h5    |       |  |
| a4    | b4    | c4 qd | d4    | e4 pl | f4    | g4    | h4 bl |       |  |
| a3 pl | b3    | c3 pl | d3    | e3    | f3    | g3    | h3    |       |  |
| a2    | b2    | c2 ql | d2    | e2 nl | f2    | g2 pl | h2 pl |       |  |
| a1 rl | b1    | c1    | d1    | e1    | f1 rl | g1 kl | h1    |       |  |
|       |       |       |       |       |       |       |       |       |  |

1.d4 Cf6 2.c4 e6 3.Cc3 Ab4 4.a3 Axc3+ 5.bxc3 b6 6.f3 d5 7.Ag5 h6 8.Ah4 Aa6 9.e4 Ofreciendo un sacrificio de peón introducido por Alekhine frente a Erich Eliskases en Hastings 1933-34.  9...Axc4 10.Axc4 dxc4 11.Da4+ Dd7 12.Dxc4 Dc6 Eliskases obtuvo una posición satisfactoria tras 12...Cc6. 13.Dd3 Cbd7 14.Ce2 Td8 15.O-O a5 16.Dc2 Dc4 17.f4 Tc8 18.f5 e5 19.dxe5 (ver diagrama) Dxe4?? 20.exf6 Dxc2 21.fxg7 Tg8 22.Cd4 De4 23.Tae1 Cc5 24.Txe4+ Cxe4 25.Te1 Txg7 26.Txe4+ Rd7 1-0 Viendo que 27.Te7+ Rd6 28.f6 y 29.Ag3+ gana, Capablanca abandonó. Esta partida es muy famosa. Según narra Lilienthal, "dondequiera que iba a dar una exhibición de partidas simultáneas, tanto en la Unión Soviética como en otros lugares, los jugadores y aficionados siempre me pedían que mostrara cómo sacrifiqué la dama ante el gran cubano. Cuando Bobby Fischer se percató de que Lilienthal se encontraba entre el público en su encuentro de regreso de 1992 frente a Boris Spassky, le saludó con el comentario "peón de e5 toma f6."

## Relación con Bobby Fischer
Su amistad con Bobby Fischer se originó en el encuentro contra Boris Spassky de Sveti Stefan en 1992. Mientras se jugaba el match Fischer se acercó a un anciano de aspecto venerable, lo saludó diciéndole «¡e5xf6!». El homenajeado era Andor Lilienthal, y el saludo se refería a las más célebre victoria del maestro frente a Capablanca, con sacrificio de dama. Durante el tiempo en que Fischer estuvo viviendo en Budapest se vieron con frecuencia, y analizaron partidas continuamente, algo que ambos encontraban muy placentero. Lilienthal era comprensivo con las opiniones de Fischer de que todos los encuentros entre Anatoly Kárpov y Garry Kaspárov estaban amañados; de que el campeón Mundial legítimo era él; de que existía una conspiración en su contra, etc., pero sin compartir ninguna. Él prefiere dialogar y dice: «algunos genios tienen sus excentricidades, y creo que debemos permitirles el tenerlas». Esa empatía natural le permitió relacionarse genuinamente con gente tan diversa; él lo expresó de esta manera: «Para mí una sinagoga, o cualquier otra iglesia, no tiene la menor importancia, lo más importante siempre ha sido la persona».
Su opinión sobre los mejores ajedrecistas de todas las épocas es de peso, entre ellos están Lasker, Capablanca y Alekhine, antes de la guerra, y después Mijaíl Tal, Kárpov, Kaspárov y por supuesto Fischer. De los comienzos del siglo XXI aprecia a Vladímir Krámnik. Dejó fuera de la lista a Mijaíl Botvínnik con el siguiente argumento: «Era un gran jugador, pero fruto de la fortaleza y el conocimiento. Cuando jugabas con él, sentías que un tanque se aproximaba hacia ti».

## Legado
El historial ajedrecístico de Lilienthal es importante, pero no llegó a ser campeón del mundo; algo que él no achaca a su carácter afable, sino a coincidir su período de su mayor capacidad con el estallido de la Segunda Guerra Mundial. Su mejor resultado fue la victoria en el 12º Campeonato Soviético de 1940, por delante de Botvínnik, Isaac Boleslavsky, Paul Keres, Alexánder Kótov, etc. Disputó 12 finales de campeonatos soviéticos, y en el Torneo interzonal de 1948 de Saltsjobaden se clasificó para el Torneo de candidatos de 1950, lo que implicaba estar entre los 10 mejores ajedrecistas del momento. Durante el torneo de Moscú 1935, vio a una hermosa mujer llamada Zhenechka entre los espectadores: «es verdad que al principio miraba más en dirección a Capablanca», decía Lilienthal, pero no se acobardó y, en broma, les dijo a los organizadores: «abandonaré el torneo si no me presentan a esa mujer». Así conoció a la primera de sus tres mujeres, un matrimonio que duró nada menos que 50 años.
Fue en el Café de la Regence donde conoció a Alekhine, y donde el maestro Ossip Bernstein le aconsejó que buscara una profesión ajena al ajedrez. Lilienthal nunca ha lamentado su decisión de no seguir el consejo, es más dice: 

«El ajedrez me lo ha dado todo, y todavía amo tanto el ajedrez que algunas noches no puedo dormir enfrascado en la complejidad de alguna posición. Cada mañana me levanto agradeciendo a Dios el estar vivo; puede ver que soy la persona más feliz del mundo, ¡mire cuántos amigos tengo!, ¡y qué buena gente es toda ella!».